# غاري إدواردز (لاعب هوكي الجليد)
غاري إدواردز (بالفرنسية: Gary Edwards)‏ (و. 1947  م) هو لاعب هوكي الجليد كندي، ولد في تورونتو، مركز لعبه هو حارس مرمى ‏.

## روابط خارجية
- غاري إدواردز على موقع دوري الهوكي الوطني (الإنجليزية)
- غاري إدواردز على موقع EliteProspects.com (الإنجليزية)
- غاري إدواردز على موقع HockeyDB.com (الإنجليزية)
- غاري إدواردز على موقع Hockey-Reference.com (الإنجليزية)